# .pl
.pl (.PL) — национальный домен верхнего уровня для Польши, введённый в 1990 году. Регистратором является Научно-академическая компьютерная сеть — член Совета европейских национальных регистраторов доменов верхнего уровня.
Администратором домена второго уровня в зоне .pl может стать любое физическое или юридическое лицо из любой страны, однако желающим необходимо «описать свои права на использование этого доменного имени».
Максимальное количество символов, которые могут быть использованы в домене .pl, — 63, а минимальное — 3.

## История
Доменная зона .pl открыта для регистрации с 1990 года, когда КОКОМ смягчил ограничения по отношению к странам Варшавского договора.
Первым зарегистрированным доменом второго уровня в зоне .pl стал pwr.pl.
Он принадлежит Вроцлавскому политехническому университету.
С 2003 года в доменной зоне .pl стали доступны для регистрации интернационализованные доменные имена.

## Статистика
Зона .pl перешла черту в 1 млн зарегистрированных имен 6 мая 2008 года.
На 2010 год в доменной зоне .pl было зарегистрировано 2 млн имён второго уровня.
В 2011 году домен .pl находился на пятом месте среди всех национальных доменов верхнего уровня по количеству зарегистрированных имён (2 137 522 на первое полугоде).
При этом он считался абсолютным лидером по динамике роста с 254 тыс. зарегистрированных новых доменов.
По концентрации доменов на душу населения Польша опережает Японию, Республику Корею, Францию и Испанию.
На 2011 год 96 % доменных имен .pl состояли менее чем из 20 символов, а самая популярная «длина» доменного имени была 8 символов.
Во втором квартале 2011 года было зарегистрировано 8 доменных имен, состоящих из 63 знаков.
По итогам второго квартала 2011 года более 94 % доменов .pl были зарегистрированы резидентами Польши.
Оставшиеся 15 тыс. доменов принадлежали юридическим лицам за пределами Польши, из которых 8,9 тыс. регистраций были совершены резидентами США, 1,1 тыс. — Великобритании, 934 — Германии, 519 — Кипра и 452 — Нидерландов, кроме того, более 200 доменов были зарегистрированы представителями Франции, Чехии, Швеции и Австралии.
На конец июня 2011 года количество перерегистраций в польском домене составило 76 %.

## Стоимость регистрации
На 2012 год стоимость первичной регистрации доменов в зоне .pl составляла 9.90 PLN (польских злотых) в год, а стоимость продления — 40 PLN.
Для доменов третьего уровня она была следующей:
- 7.40 PLN за имя в специализированных доменах второго уровня (COM.PL, NET.PL и др.) (продление — 30 PLN);
- 2.40 PLN за доменное имя в географических поддоменах (WAW.PL и др.) (продление — 10 PLN).

## Процедура разрешения доменных споров
Споры по домену .pl решаются Арбитражным или любым другим судом.